# Euphorbia haeleeleana
Euphorbia haeleeleana е вид растение от семейство Млечкови (Euphorbiaceae). Видът е застрашен от изчезване.

## Разпространение
Разпространен е в САЩ.